# Uwe Santjer

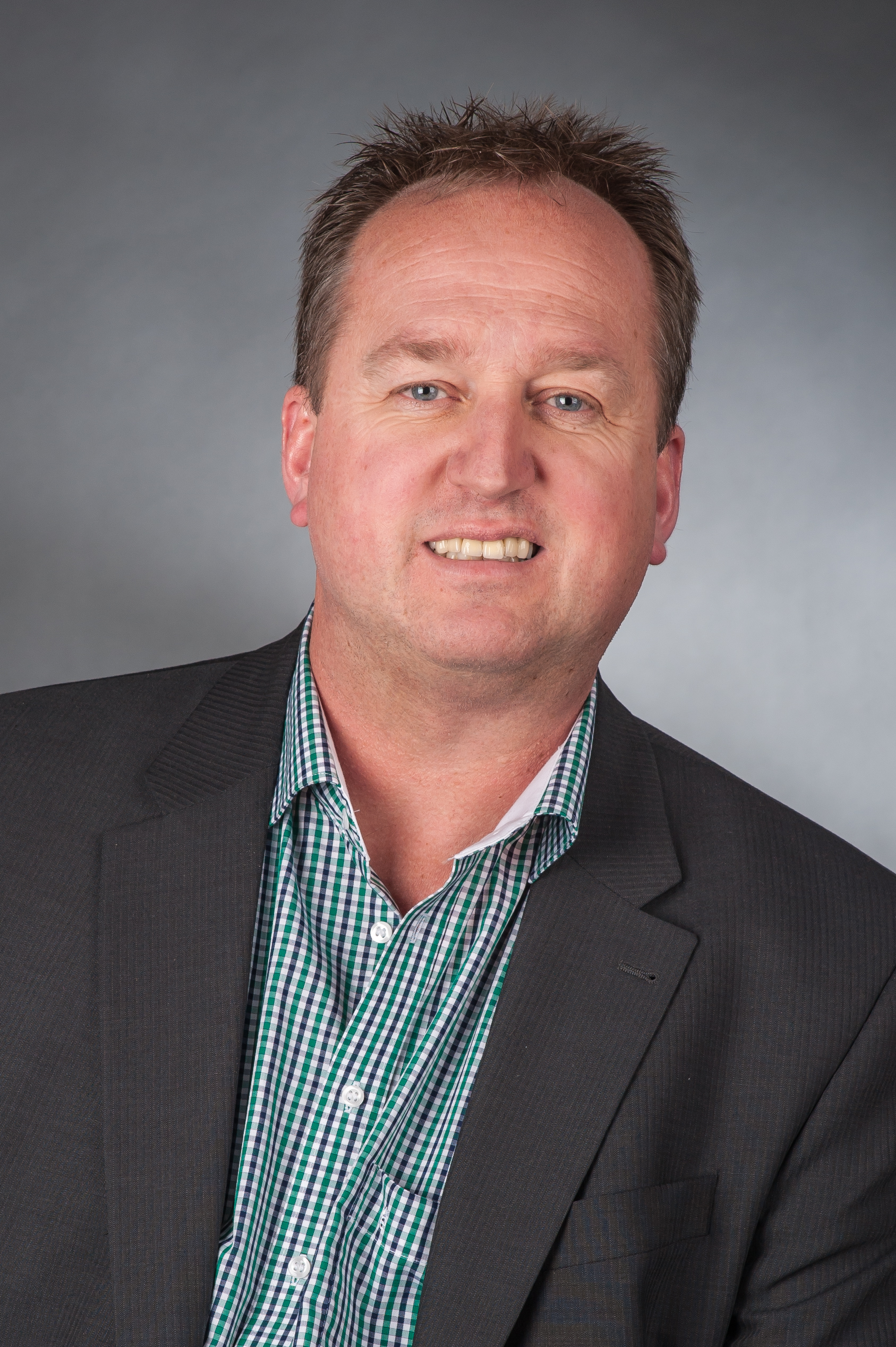
Uwe Santjer, 2013

Uwe Santjer (* 23. Oktober 1965 in Cuxhaven) ist ein deutscher Politiker (SPD) und Heilpädagoge. Er war Mitglied im niedersächsischen Landtag in der 17. und 18. Wahlperiode (seit 19. Februar 2013).
Seit dem 1. November 2019 ist er als Nachfolger von Ulrich Getsch Oberbürgermeister der Stadt Cuxhaven. Bei der Wahl am 26. Mai 2019 konnte er im ersten Wahlgang gegen Harald Zahrte und Hans-Jürgen Wendt mit 51 % die absolute Mehrheit erringen.

## Leben
Santjer ist Sohn eines Kutterfischers und dessen Ehefrau. Nach seiner Berufsausbildung zum Erzieher war er an der Schule für geistig behinderte Kinder in Stade tätig, später als Erzieher, stellvertretender Leiter und Leiter an verschiedenen Kindertagesstätten. Berufsbegleitend schloss er ein Studium der Heilpädagogik an der Evangelischen Fachhochschule Hannover mit Diplom ab. Vom Jahr 2003 bis zur Landtagswahl 2013 war er als Fachberater und Geschäftsführer für Kindertagesstätten in Cuxhaven tätig. Dabei war die gemeinsame Erziehung behinderter und nichtbehinderter Kinder einer seiner Schwerpunkte. Santjer ist Herausgeber verschiedener Fachartikel und des Fachbuchs Offener Kindergarten konkret in seiner Weiterentwicklung.
Im Jahr 1982 trat Santjer in die SPD ein. Von 2001 bis 2019 gehörte er dem Ortsrat Altenwalde und dem Rat der Stadt Cuxhaven an. Zur Kommunalwahl 2016 zog Santjer erstmals in den Kreistag ein.
Bei der Landtagswahl in Niedersachsen 2013 errang er das Direktmandat im Landtagswahlkreis Cuxhaven (Wahlkreis 58). Er wurde Mitglied im Kultusausschuss und  im Unterausschuss Häfen und Schifffahrt des Landtages.
Bei der Landtagswahl in Niedersachsen 2017 konnte Uwe Santjer den neu zugeschnittenen Landtagswahlkreis Cuxhaven, zu dem auch die Samtgemeinde Land Hadeln gehört, mit 48,2 % direkt gewinnen. In der 18. Wahlperiode wurde er zum stellvertretenden Vorsitzenden der SPD-Landtagsfraktion gewählt. Als er das Amt des Oberbürgermeisters der Stadt Cuxhaven übernahm, legte er sein Landtagsmandat nieder. Für ihn rückte Petra Tiemann nach.
Seit dem Jahr 2018 ist er Vorsitzender des SPD-Bezirks Nord-Niedersachsen.
Als Sprecher für Häfen und Schifffahrt der SPD-Landtagsfraktion war Santjer einer der Initiatoren des Cuxhavener Appells zum Ausbau der Offshore-Windenergie. Als Sprecher für frühkindliche Bildung hat er sich für die Einführung der dritten Fachkraft in der Krippe und die Gebührenfreiheit für den Besuch des Kindergartens ab dem dritten Lebensjahr in Niedersachsen ausgesprochen. Er war auch Sprecher für Kirchen, Religions- und Weltanschauungsangelegenheiten sowie Sprecher für Petitionen seiner Fraktion.
Santjer ist seit dem Jahr 1991 verheiratet und Vater zweier Töchter.